# Ana Wambrechtsamer
Ana Wambrechtsamer (tudi Anna Wambrechtsamer ali Ana Wambrechtsammer), nemško-slovenska pisateljica, * 4. julij 1897, Planina pri Sevnici, † 4. avgust 1933, Gradec. 

## Življenje
Ana se je rodila kot drugi otrok trgovcu in posestniku Friedrichu Wambrechtsamerju, ki je izviral iz stare celjske meščanske družine, in Mariji, rojeni Rožanc, hčerki bančnega uradnika iz okolice Celja. V zgodnjih otroških letih se je srečevala z nemščino in pretežno tudi s slovenščino, ki so jo govorili hlapci na domačen posestvu oz. širša kmečka okolica. Leta 1903 je začela obiskovati šolo na Planini, v letu 1908 pa je odšla v meščansko šolo v Celje, kjer je spoznala nacionalne napetosti med nemško in slovensko govorečimi prebivalci mesta in okolice. Naslednje leto je družina prodala posest na Planini in se preselila v Studence pri Mariboru. Leta 1913 je zbolela za hudo obliko pljučnice in opustila šolanje na učiteljišču v Mariboru. V letu 1914 ji je umrl oče. Mati je bila upravnica pošte v Studencih in tudi Ana je leta 1915 začela obiskovati tečaj za poštno uslužbenko. Kot pripravnica je bila dodeljena materi in tu delala do leta 1919. Po propadu monarhije sta Wambrechtsamerjevi nadaljevali službeno pot v St. Lambrechtu (Zg. Štajerska), po materini upokojitvi je Ana vodila tamkajšnjo pošto. S pomočjo knjig iz bližnjega samostana si je ustvarila obsežno znanje ter pridobila mnogo inspiracij za svoja literarna in zgodovinska dela.
Leta 1920 jo je pot prvič zanesla na Dunaj, ki jo je tako prevzel, da je začela razmišljati o opustitvi starega poklica. Najprej je bila premeščena v Frauental pri Lassnitzu, nato pa v Liebenau pri Gradcu.
1922 se je poročila z dvajset let starejšim višjim poštnim uradnikom Hansom Sigmundtom. Zakon je razpadel že po dveh letih in Ana ga je v pismih označila kot svojevrstno napako. Po ločitvi se je povsem posvetila pisanju vse do zgodnje smrti. Pokopana je v rojstnem kraju.

## Delo
Pesem Jung sterben [Umreti mlad] je napisala v letu 1913 ob hudi pljučnici. Med bolj poznane pesmi spada tudi Anno domini 1919. 
Dela je objavljala v časopisu Deutsche Wacht, ki se je nato preimenoval v Cillier Zeitung in še kasneje v Deutsche Zeitung. Podpiral jo je urednik časopisa Franz Schauer. Zgodovinsko tematiko je objavljala tudi v graških listih Heimgarten in Tagespost. Zgodovinopisni članki kažejo na dobro poznavanje zgodovinskih dejstev. Ta tematika je sicer izrazitejša še v kasnejših delih, v glavnem romanu Danes grofje celjski in nikdar več in Kroniki trga in gradu Planina. 
Pripovedi so začele nastajati po poroki, med letoma 1922 in 1924. V delu Das letzte Triantschen [Poslednje pritrkavanje] prevladuje domovinska tema, v zgodbi Der Gusej pa se je dotaknila etičnih dilem ter odnosa med posameznikom in zakonom. Leta 1923 je izšla zgodovinska pripovedka Die Sage von Erbauung des Schlosses Montpreis [O zidavi gradu Planina]. Po ločitvi je preučevala arhivsko gradivo v Deželnem arhivu v Gradcu ter iskala snov za kroniko rojstnega kraja, ki jo je dokončala avgusta 1929. Ob pripravljanju je odkrila gradivo o celjskih grofih. Tej tematiki se ni posvetila le v svojem glavnem romanu, temveč tudi v krajših proznih delih, kot sta Die letzte Gräfin von Cilli [Zadnja celjska grofica] in Graf Friedrich II. als Gönner der Stadt Cilli [Grof Friderik kot zaščitnik mesta Celja]. Močno dovzetna je bila za vojne novice in podvržena domoljubnim mislim, kar se odraža v biografskem romanu Reinhold der Grenzer, ki pa ga zaradi zgodnje smrti ni uspela dokončati.
Roman o celjskih grofih je nastajal od 1928 do 1932. Šele naslednje leto je Ani uspelo skleniti dogovor z graško založbo Leykam. Delo je izšlo tik pred njeno smrtjo v letu 1933 ter doživelo številne izdaje v nemškem in leta 1940 prvič v slovenskem jeziku v prevodu Nika Kureta.  
Ana Wambrechtsamer je sicer pisala predvsem v nemščini in se z večino besedil deklarirala kot Nemka, imela pa je čut za slovenstvo in bralcem želela pokazati pravo sliko Spodnje Štajerske. V slovenščino je prevedla svoji črtici Gospodič Jurij in Gospod prefekt ter spisala dramsko delo Za staro pravdo: zgodovinska igra v šestih slikah iz časa kmečkih bojev. V nemščino je prevedla Župančičevo Veroniko Deseniško in Novačanovega Hermana Celjskega. 
Precej pisateljičinega gradiva hranijo v Deželni knjižnici v Gradcu. Vseh neobjavljenih del je 25, drugače pa njen opus obsega 22 literarnih del, 30 pesmi ter 10 zgodovinskih del.
V slovenščini so doslej izšla naslednja dela: Planina in njeni prvi gospodarji, Kronika planinskega gradu in trga, dramsko besedilo Za staro pravdo, roman Danes grofje celjski in nikdar več, Guzej: povest iz spodnještajerskega hribovja in zbirka pesmi, objavljena v zborniku Planina v pesmi in besedi. 
Na rojstni hiši na je od leta 1995 spominska plošča z reliefnim portretom, ki je delo Nikolaja Pirnata. Prav tako je na Planini pisateljičin kip, ki ga je naredil Ivo Vrečko.

### Pripovedništvo
- Das letzte Triantschen [Poslednje pritrkavanje] (Deutsche Wacht 1917)
- Der Gusej (Cillier Zeitung, 1925)
- Die Sage von Erbauung des Schlosses Montpreis [O zidavi gradu Planina] (Cillier Zeitung 1923)
- Paul Hammerfjeld (Cillier Zeitung 1926)
- Der Hof am Eicheck (Cillier Zeitung 1927)
- Ein Soldatengrab (Deutsche Zeitung 1930)
- Der Präfekt  (Deutsche Zeitung 1931)
- Das Glockenspiel (Deutsche Zeitung 1931)
- Das Glückspiel des Grafen Tattenbach und andere hist. Erzählungen (1935) (COBISS)
- Die Chronik des Marktes und der Herrschaft Montpreis (1927), Kronika planinskega gradu in trga (1929) (COBISS)
- Heut Grafen von Cilly und nimmermehr (1933) (COBISS), Danes grofje celjski in nikdar več (1940) (COBISS)

### Zgodovinopisni članki
- Die Grafen von Cilli und die Veste Montpreis (Cillier Zeitung 1928) dlib
- Die Marienkirche in Cilli (Deutsche Zeitung 1929) dlib
- Der letzte untersteierische Bauernaufstand (Deutsche Zeitung 1929) dlib
- Die letzte Gräfin von Cilli (Deutsche Zeitung 1929) dlib
- Graf Friedrich II. als Gönner der Stadt Cilli (Deutsche Zeitung 1929) dlib
- Das Spittal zu Tüffer (Deutsche Zeitung 1930)
- Einiges über Gruft der Cillier Grafen (Deutsche Zeitung 1930) dlib
- Aus Johann Gabriel Seidls Tagen (Deutsche Zeitung 1931) dlib
- Aus dem Leben einer Bayreuther Sängerin (Deutsche Zeitung 1932) dlib